# Duesenjaeger
duesenjaeger ist eine Punkrockband aus Osnabrück und Münster, die an Silvester 1999/2000 in Osnabrück gegründet wurde.

## Stil
Die Band gilt als prägend für einen bestimmten Sound im deutschsprachigen Punkbereich: melancholisch, aber immer treibend, wütend, aber nicht parolenhaft, die Texte oft abstrakt formuliert, aber manchmal sehr einfach und treffend. Die beiden Standbeine der Musik sind die grundlegende Dramatik oder Lethargie auf der einen und der Trotz und der Wille zum Weitermachen und Verändern auf der anderen Seite. Obwohl die Band kaum präsent ist gegenüber vergleichbaren Gruppen, wird sie in einschlägigen Mailordern wie Flight 13 oder Green Hell regelmäßig als Referenz genannt, um diesen Musikstil zu beschreiben, der „verwurzelt im 80er Jahre Gitarrenunderground deutscher und amerikanischer (Post-)Punk-Spielart“ ist.
Die Band löste sich August 2008 auf.
Seit Dezember 2010 probt die Band in der alten Besetzung, gibt wieder Konzerte und veröffentlichte 2012 das Album leben lieben sterben. 2014 folgte eine 7"-Split mit Oiro. Im Juni 2016 erschien das Album Treibsand, welches  in der Tonmeisterei in Oldenburg aufgenommen wurde.

## Diskografie

### Alben
- 2004: las palmas o.k. (LP)
- 2004: las palmas o.k. (Neuauflage LP/CD)
- 2006: schimmern (LP/CD)
- 2008: blindflug (LP)
- 2012: leben lieben sterben (LP/Tape)
- 2016: treibsand (LP/Tape)
- 2023: die gespenster und der schnee (LP)

### Singles/EPs/Samplerbeiträge
- 2001: s/t (7inch Single)
- 2002: lethargie & ausverkauf (7inch Single)
- 2004: disko ps fanzine Singlebeilage (7inch)
- 2004: Beitrag zur Turn It Down-Compilation
- 2011: Split 7" mit Captain Planet
- 2013: Split 7" mit Oiro
- 2014: Split 7" mit Countdown to Armageddon